# サプライズ (2011年の映画)
『サプライズ』（原題: You're Next）は、2011年にアメリカ合衆国で製作されたスプラッター映画。

## ストーリー
両親の結婚35周年を祝うため、人里離れた別荘に集まった家族10人。だが、唯一の隣家はずっと同じ音楽が流れたままだった。
その日の晩餐、些細な切掛から口論となったドレイクとクリスピアン。突如クロスボウの矢がタリクの命を奪う。突然の出来事にパニックに陥る家族たち。
救助を求め外に飛び出したエイミーは、ドアに仕掛けられたワイヤーに喉を裂かれ絶命する。
やがて、動物のマスクをかぶった不審者たちが侵入し、オーブリーの命を奪う。次々と襲われる家族だったが、サバイバル術の心得のあるエリンの機転により不審者の内一人を殺害する。
生き残った家族達は、エリンを中心に家中にトラップを仕掛けるが、エリンはフィリックスと覆面達の会話を耳にする。一連の事件は遺産目当てのフィリックスが仕掛けた計画だったのだ。
単身、犯人達に挑むエリンだったが、事態は意外な展開を迎える…

## キャスト
| 役名         | 関係         | 俳優                   | 日本語吹替 |
| ------------ | ------------ | ---------------------- | ---------- |
| ポール       | 父           | ロブ・モラン           | 野島昭生   |
| オーブリー   | 母           | バーバラ・クランプトン | 高島雅羅   |
| ドレイク     | 長男         | ジョー・スワンバーグ   | 鈴木正和   |
| ケリー       | 長男の妻     | マーガレット・レイニー |            |
| エイミー     | 長女         | エイミー・サイメッツ   |            |
| タリク       | 長女の彼氏   | タイ・ウェスト         | 前田一世   |
| クリスピアン | 次男         | A・J・ボーウェン       | 福田賢二   |
| エリン       | 次男の彼女   | シャーニ・ヴィンソン   | 佐古真弓   |
| フィリックス | 三男         | ニコラス・トゥッチ     | 伊藤健太郎 |
| ジー         | 三男の彼女   | ウェンディ・グレン     | 牛田裕子   |
| ヒツジ       | 覆面の襲撃犯 | L・C・ホルト           |            |
| トラ         | 覆面の襲撃犯 | サイモン・バーレット   |            |
| キツネ       | 覆面の襲撃犯 | レーン・ヒューズ       |            |